# Los Alpes, Chiapas
Los Alpes är en ort i Mexiko.   Den ligger i kommunen Unión Juárez och delstaten Chiapas, i den sydöstra delen av landet, 900 km sydost om huvudstaden Mexico City. Los Alpes ligger 1 199 meter över havet och antalet invånare är 179.
Terrängen runt Los Alpes är kuperad åt sydväst, men åt nordost är den bergig. Runt Los Alpes är det ganska tätbefolkat, med 155 invånare per kvadratkilometer. Närmaste större samhälle är Cacahoatán, 9,5 km sydväst om Los Alpes. I omgivningarna runt Los Alpes växer i huvudsak städsegrön lövskog.